# Список президентів Маршаллових Островів
Список президентів Республіки Маршаллові Острови:
- 17 листопада 1979 — 22 грудня 1990 — Амата  Кабуа

За часів незалежності:
- 22 грудня 1990 — 19 грудня 1996 — Амата Кабуа
- 20 грудня 1996 — 14 січня 1997 — Куніо Давід Леморі (в.о.)
- 14 січня 1997 — 10 січня 2000 — Імата Кабуа
- 10 січня 2000 — 14 січня 2008 — Кессаї Гесса Ноте
- 14 січня 2008 — 21 жовтня 2009 — Літоква Томеінг
- 21 жовтня — 2 листопада 2009 — Рубен Закрас (в.о.)
- 2 листопада 2009 — 10 січня 2012 — Юреланг Зедкая
- 10 січня 2012 — 11 січня 2016 — Крістофер Лейк
- 11-28 січня 2016 — Кастен Нед Немра
- 28 січня 2016 — 13 січня 2020 — Гільда Гайн
- від 13 січня 2020 — Девід Кабуа